# 北海道道1085号新内線
北海道道1085号新内線（ほっかいどうどう1085ごう にいないせん）は、北海道上川郡新得町を結ぶ一般道道である。

## 概要

### 路線データ
- 起点：北海道上川郡新得町字新内
- 終点：北海道上川郡新得町字新内（国道38号交点）
- 総距離：2.2 km

## 歴史
- 1988年（昭和63年）3月31日 - 路線認定[1]。

## 地理

### 通過する自治体
- 十勝総合振興局
  - 上川郡新得町

### 主な接続道路
新得町
- 国道38号 - 新内（終点）

### 冬季閉鎖
下記の区間(400m)は、冬季閉鎖となる。
- 新得町字新内西6線159番3地先 - 157番1地先（新内ゲート）

## 関連項目

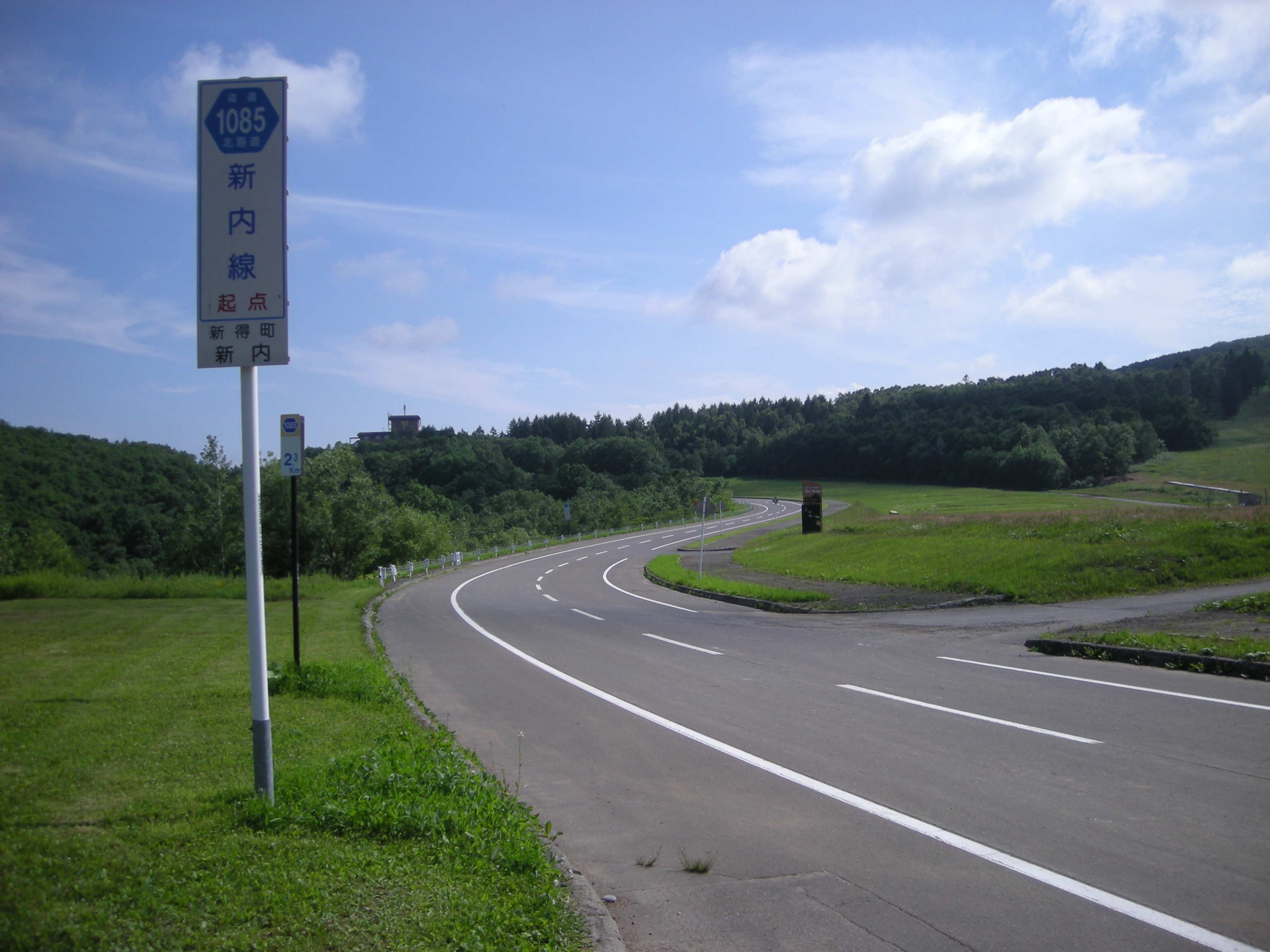
起点の様子
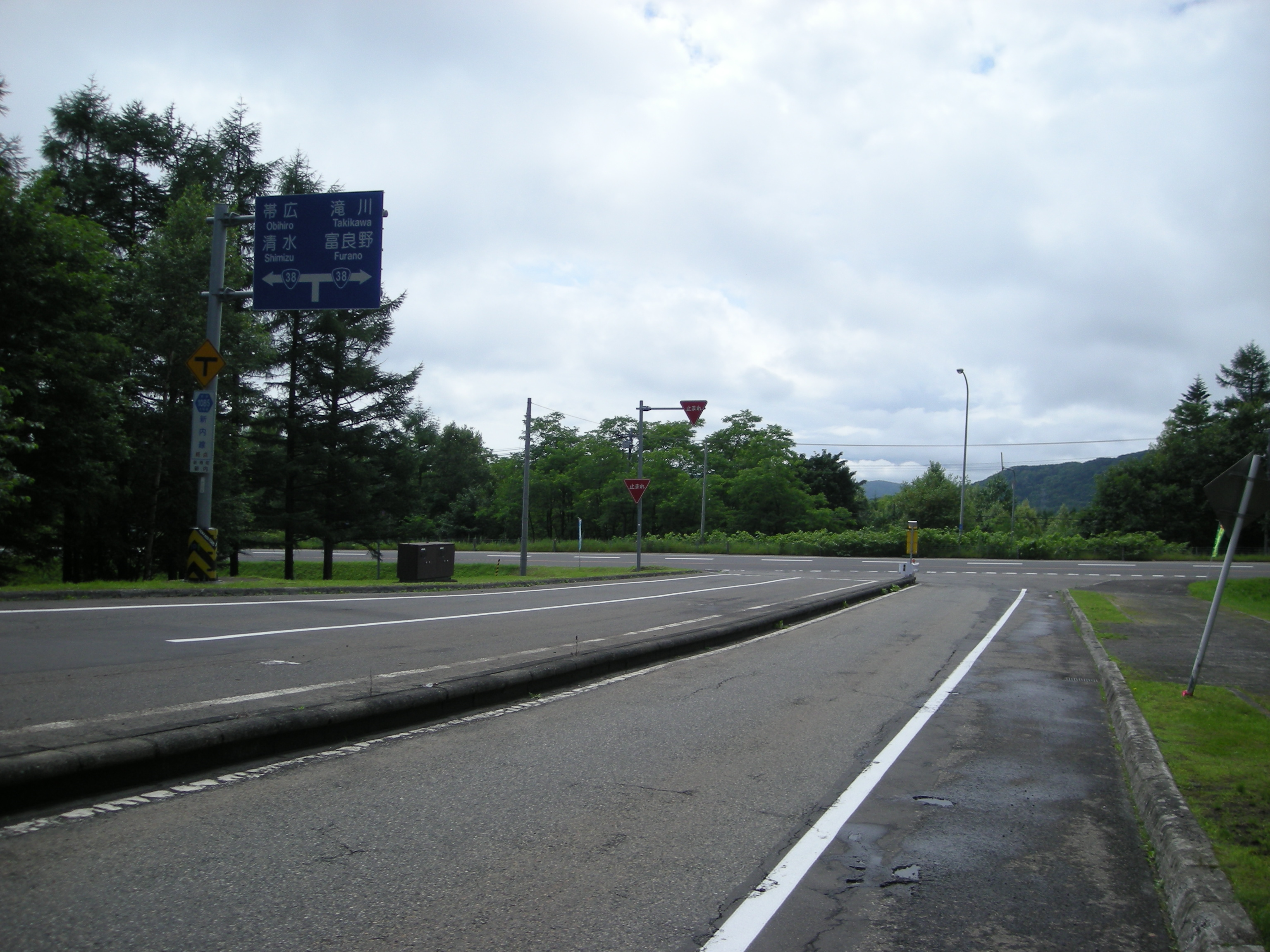
終点の様子
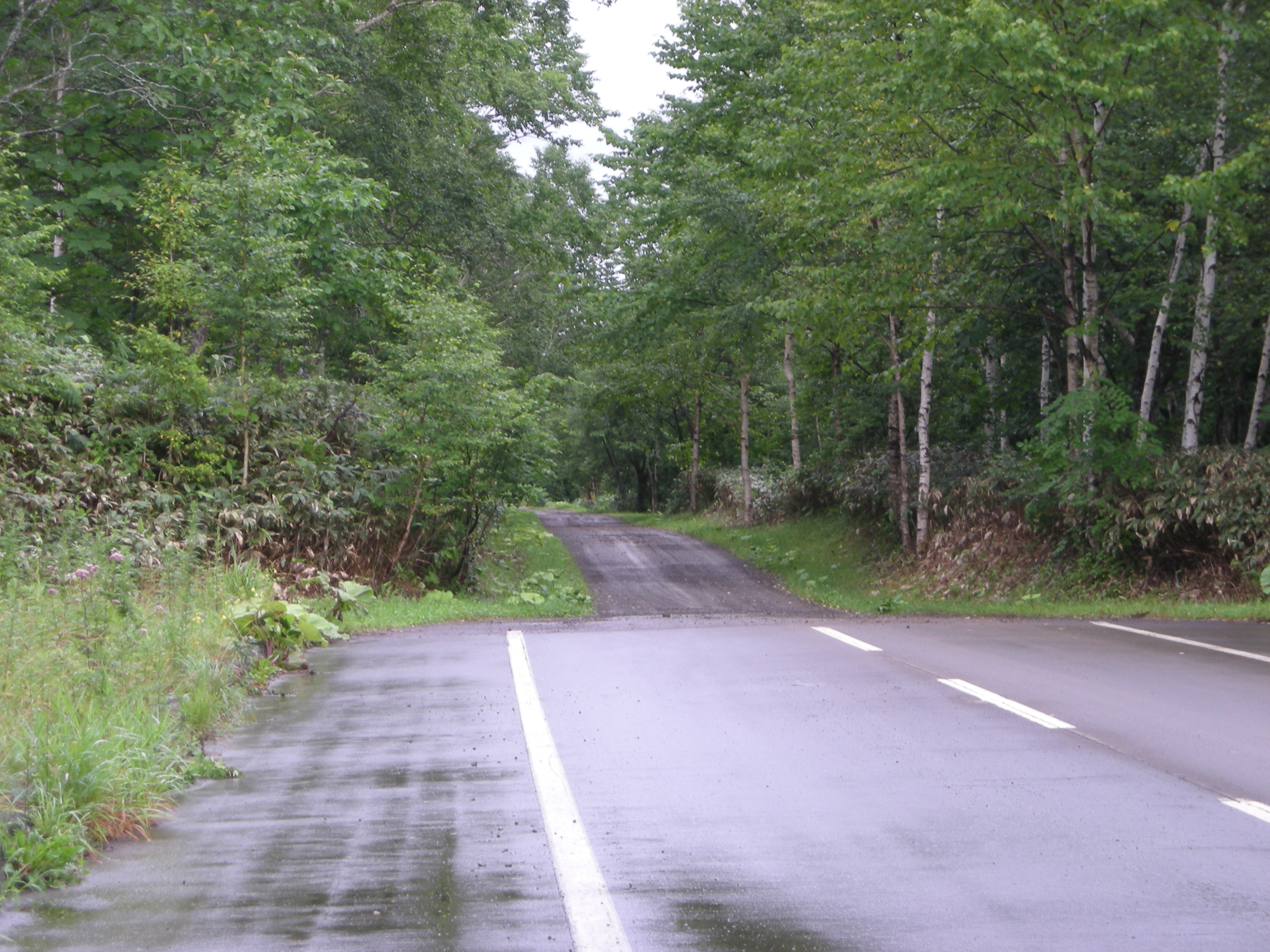
冬季閉鎖起点 手前側が冬季閉鎖区間
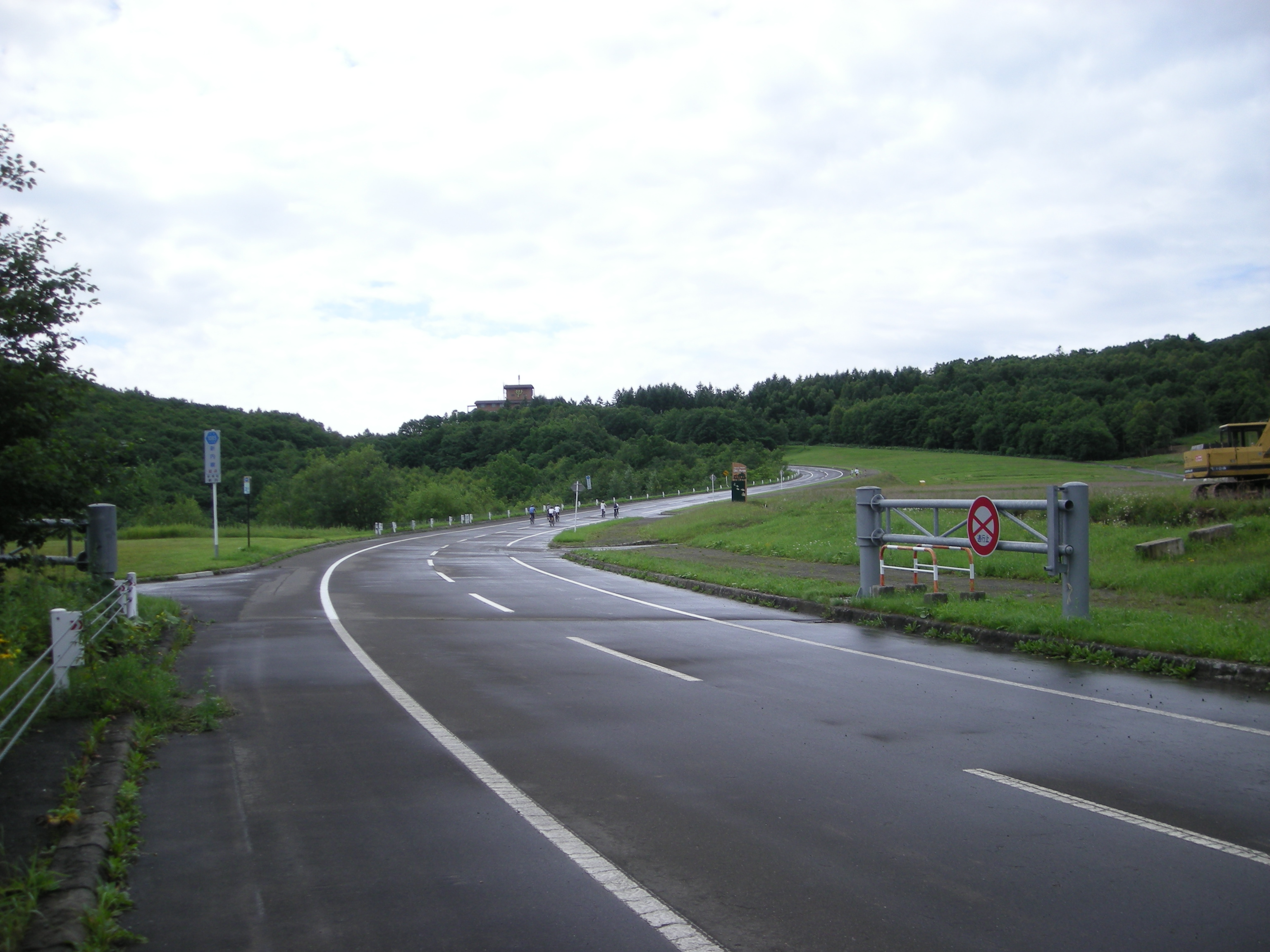
冬季閉鎖終点（新内ゲート）手前側が冬季閉鎖区間